# Mikakunin de Shinkoukei
Mikakunin de Shinkoukei (яп. 未確認で進行形) — комедийная манга, созданная Черри Арраи и выпускавшаяся с 2009 года издательством Ichijinsha. В 2014 году была адаптирована в аниме-сериал, снятый студией Doga Kobo.

## Сюжет
Кобэни Ёномори — школьница, которая живёт со своими родителями и старшей сестрой Бэнио. После того, как Кобэни исполнилось 16 лет, она после смерти дедушки стала воспитывать мальчика по имени Хакуя Мицуминэ. Он со своей младшей сестрой Масиро переезжает жить к Кобэни.

## Персонажи
Кобэни Ёномори (яп. 夜ノ森 小紅 Ёномори Кобэни) — главная героиня, обычная школьница, отлично готовит, а также справляется с домашней работой. В прошлом была подругой Хакуи, но не помнит этого. Она легко набирает вес, поэтому не ест сладостей.
Сэйю Харука Тэруи
Бэнио Ёномори (яп. 夜ノ森 紅緒 Ёномори Бэнио) — старшая сестра Кобэни, ученица старшей школы и глава ученического совета. В школе у неё прекрасное поведение, а также отличные оценки, но дома она пристаёт к сестре и Масиро.
Сэйю Эрико Мацуи
Хакуя Мицуминэ (яп. 三峰 白夜 Мицуминэ Хакуя) — главный персонаж. Жених Кобэни и старший брат Масиро. Тихий, но добросердечный мальчик, который выручает Кобэни, когда может, хотя иногда не спешит. В прошлом он спас Кобэни жизнь после того, как она падала с утёса, но сам Хакуя считает, что если девушка этого не помнит, то и рассказывать ей не стоит. Повредил правый глаз в результате несчастного случая.
Сэйю Ватару Хатано
Масиро Мицуминэ (яп. 三峰 真白 Мицуминэ Масиро) — младшая сестра Хакуи. Несмотря на свой юный возраст, она стала учиться в классе Кобэни. Поселилась в доме Кобэни, чтобы следить за братом и убедиться, что он достоин такой невесты. Любит сладости, боится инопланетян.
Сэйю Юри Ёсида
Надэсико Касима (яп. 鹿島 撫子 Касима Надэсико) — замглавы ученического совета.
Сэйю Аянэ Сакура

### Второстепенные персонажи
Сираюки Мицуминэ (яп. 三峰 白雪 Мицуминэ Сираюки) — мать Масиро и Хакуи.
Сэйю Юри Комогата
Маюра Момоути (яп. 桃内まゆら Момоути Маюра) — одноклассница и лучшая подруга Кобэни. Её семья владеет шоколадной фабрикой.
Сэйю Айми
Коноха Суэцуги (яп. 末続このは Суэцуги Коноха) — секретарь ученического совета, она восхищается Бэнио точно так же, как все остальные в школе (за исключением Масиро, и т.д.), ревнива к Кобэни и Масиро, потому что они живут с Бэнио.
Сэйю Саки Фудзита

## Адаптации

### Манга
Первый том манги был опубликован 22 апреля 2009 года в журнале Manga 4-Koma Palette. Затем 6 томов манги были опубликованы в танкобонах. Последний том манги был опубликован 28 марта 2014 года. Четвёртый том был опубликован одновременно с изданием с ограниченным тиражом 28 декабря 2013 с клипом Zentaiteki ni Sensation (яп. ぜんたい的にセンセーション).
Список томов
| № | Дата публикации    | ISBN                   |
| - | ------------------ | ---------------------- |
| 1 | 22 июля 2010 г.    | ISBN 978-4-7580-8088-0 |
| 2 | 22 октября 2011 г. | ISBN 978-4-7580-8088-0 |
| 3 | 22 ноября 2011 г.  | ISBN 978-4-7580-8161-0 |
| 4 | 28 декабря 2013 г. | ISBN 978-4-7580-8194-8 |
| 5 | 28 марта 2014 г.   | ISBN 978-4-7580-8198-6 |

### Аниме
Над аниме-сериалом работала студия Doga Kobo, режиссёром был Ёсиюки Фудзивара, сценарий написал Фумихико Симо, художником по персонажам была Ай Кикути. Трансляция аниме-сериала началась 8 января 2014 года в Японии на канале Tokyo MX. 19 марта вышла 12-минутная OVA адаптация, а 28 марта — 10-минутная OVA адаптация.
Список серий
| №.    | Название серии | Трансляция в Японии |
| ----- | --- | ------------------- |
| 1     | It's Important to Start Off on the Right Foot «Нанигото мо сайсё: га кандзин дэсу» (何事も最初が肝心です)                                  | 8 января 2014 г.    |
| 2     | It's Not Bad Having a Loli Sister-in-Law «Рори кодзю:то ттэ но мо варукунай ва» (ロリ小姑ってのも悪くないわ)                               | 15 января 2014 г.   |
| 3     | I Can Feel the RomCom Waves «Рабукомэ но хадо: о кандзиру» (ラブコメの波動を感じる)                                                        | 22 января 2014 г.   |
| 4     | She's Just a Pervert «Арэ ва тада но хэнтай дэсу» (あれはただのへんたいです)                                                               | 29 января 2014 г.   |
| 5     | This Woman Has Given Birth? «Корэ га кэйсампу да то» (これが経産婦だと)                                                                    | 5 февраля 2014 г.   |
| 6     | I Know! I'll Fill It with a Sister-in-law «Со: да, кодзю:то дэ умэё:» (そうだ、小姑でうめよう)                                             | 12 февраля 2014 г.  |
| 7     | That's One Thing, This is Another «Сорэ ва сорэ, корэ ва корэ» (それはそれ、これはこれ)                                                    | 19 февраля 2014 г.  |
| 8     | Only a Little Sister Can Soothe Sadness Over a Little Sister «Имо:то но канасими о иясу но ва, имо:то» (妹の悲しみをいやすのは、妹)        | 26 февраля 2014 г.  |
| 9     | How Humiliating, I'm So Embarrassed «Куцудзёку дэсу, хадзукасимэ о укэмасита» (くつじょくです、はずかしめをうけました)                     | 5 марта 2014 г.     |
| 10    | I Looked Up the Term "Lovey-Dovey Phase" «Дэрэки то иу танго о сирабэтара» (デレ期という単語を調べたら)                                    | 12 марта 2014 г.    |
| 11    | Enjoying the Handkerchief «Ханкати о таносиндэру но ё» (ハンカチを楽しんでるのよ)                                                          | 19 марта 2014 г.    |
| 12    | Do You Understand? I Understand «Вакаттэру? Вакаттэру» (わかってる? わかってる)                                                            | 26 марта 2014 г.    |
| OVA 1 | Look. That's the Hot Spring Inn We Stayed At. «Митэ. Арэ га ватаси тати но томаттэиру рёкан ё.» (見て。あれが私たちの泊まっている旅館よ。) | 19 марта 2014 г.    |
| OVA 2 | Duck Meat Tastes a Bit Like Green to Me. «Камонику ттэ мидориппой адзи га суру но нэ.» (鴨肉って緑っぽい味がするのね。)                    | 28 марта 2014 г.    |